# Episodi di The Astronauts
La prima stagione della serie televisiva The Astronauts è stata trasmessa negli Stati Uniti dal 13 novembre 2020 al 15 gennaio 2021 su Nickelodeon.
In Italia è andata in onda in prima visione su Nickelodeon dal 16 settembre al 14 ottobre 2021; è stata trasmessa in chiaro su Super! dal 18 marzo 2021.
| n° | Titolo originale | Titolo italiano     | Prima TV USA     | Prima TV Italia   |
| -- | ---------------- | ------------------- | ---------------- | ----------------- |
| 1  | Countdown        | Conto alla rovescia | 13 novembre 2020 | 16 settembre 2021 |
| 2  | Day 1            | Giorno 1            | 13 novembre 2020 | 16 settembre 2021 |
| 3  | Day 3            | Giorno 3            | 20 novembre 2020 | 23 settembre 2021 |
| 4  | Day 21           | Giorno 21           | 27 novembre 2020 | 23 settembre 2021 |
| 5  | Day 33           | Giorno 33           | 4 dicembre 2020  | 30 settembre 2021 |
| 6  | Day 34           | Giorno 34           | 11 dicembre 2020 | 30 settembre 2021 |
| 7  | Day 73           | Giorno 73           | 18 dicembre 2020 | 7 ottobre 2021    |
| 8  | Day 76           | Giorno 76           | 1 gennaio 2021   | 7 ottobre 2021    |
| 9  | Day 84           | Giorno 84           | 8 gennaio 2021   | 9 febbraio 2022   |
| 10 | Day 85           | Giorno 85           | 15 gennaio 2021  | 9 febbraio 2022   |